# Kim Vandenberg
Kim Vandenberg (n. 13 decembrie 1983, Berkeley, California, SUA) este o înotătoare ce a reprezentat Statele Unite ale Americii, medaliată olimpică. A participat la o ediție a Jocurilor Olimpice (2008) în care a câștigat două medalii de bronz.